# Piski (gromada)
Piski – dawna gromada, czyli najmniejsza jednostka podziału terytorialnego Polskiej Rzeczypospolitej Ludowej w latach 1954–1972.
Gromady, z gromadzkimi radami narodowymi (GRN) jako organami władzy najniższego stopnia na wsi, funkcjonowały od reformy reorganizującej administrację wiejską przeprowadzonej jesienią 1954 do momentu ich zniesienia z dniem 1 stycznia 1973, tym samym wypierając organizację gminną w latach 1954–1972.
Gromadę Piski z siedzibą GRN w Piskach utworzono – jako jedną z 8759 gromad na obszarze Polski – w powiecie ostrołęckim w woj. warszawskim, na mocy uchwały nr VI/10/10/54 WRN w Warszawie z dnia 5 października 1954. W skład jednostki weszły obszary dotychczasowych gromad Andrzejki, Cięgaczki, Choromany, Filochy, Gostery, Księżopole, Mieczki-Abramy, Mieczki-Poziemaki, Milewo-Łosie, Milewo-Tosie, Milewo Wielkie, Nadbory, Piotrowo, Piski, Pomian, Wiśniewo, Wiśniówek, Żmijewo-Zagroby, Żmijówek-Mans() Żmijówek Włościański i Żochy ze zniesionej gminy Piski w tymże powiecie. Dla gromady ustalono 24 członków gromadzkiej rady narodowej.
1 stycznia 1969 do gromady Piski włączono wieś Mieczki-Ziemaki ze zniesionej gromady Kleczkowo w tymże powiecie.
Gromada przetrwała do końca 1972 roku, czyli do kolejnej reformy gminnej.